# Vickers Vanguard
O Vickers Vanguard é um avião turbo-hélice de médio-alcance fabricado pela Vickers-Armstrongs, no Reino Unido, a partir de 1961, sendo construídos 43 aparelhos. Não obteve o mesmo sucesso do seu antecessor Vickers Viscount, um dos mais bem sucedidos aviões da geração pós-guerra, apesar de ter maior velocidade máxima e teto de serviço.